# Nobel Son
Nobel Son és una comèdia negra estatunidenca sobre una família disfuncional que ha de fer front al segrest del seu fill, després que el pare guanyi el Premi Nobel de Química. La pel·lícula és protagonitzada per Alan Rickman, Mary Steenburgen i Bryan Greenberg.
La gravació es va iniciar el 6 d'octubre de 2005 a Venice Beach, Califòrnia, i va acabar el 17 de novembre de 2005. El tràiler i la pàgina web oficials es van publicar el 12 de gener de 2007.

## Repartiment
- Alan Rickman com Eli Michaelson
- Bryan Greenberg com Barkley Michaelson
- Shawn Hatosy com Thaddeus James
- Mary Steenburgen com Sarah Michaelson
- Bill Pullman com Max Mariner
- Eliza Dushku com City Hall
- Danny DeVito com George Gastner

També hi apareixen Ted Danson, Tracey Walter i Ernie Hudson amb petits papers.

## Publicació
La pel·lícula es va projectar entre el 28 d'abril i el 2 de maig de 2007 al Festival de Cinema de Tribeca de Nova York. Tot el repartiment va presentar-se a l'estrena i totes les entrades es van vendre. En general va rebre crítiques molt negatives, amb només un percentatge del 23% a Rotten Tomatoes. Manohla Dargis, escrivint pel The New York Times, va descriure la pel·lícula com un "exercici agressivament sorollós sobre gent dolenta fent coses dolentes entre elles." Roger Ebert va fer-ne una crítica positiva. La pel·lícula va ser considerada entretenida per un entrevistat a Ain't It Cool News.